# Josefov

Josefovs flagga.

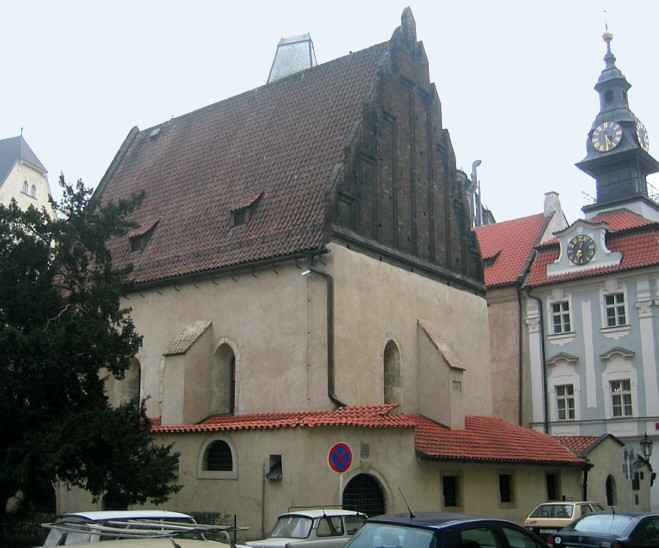
Gammalnya synagogan.

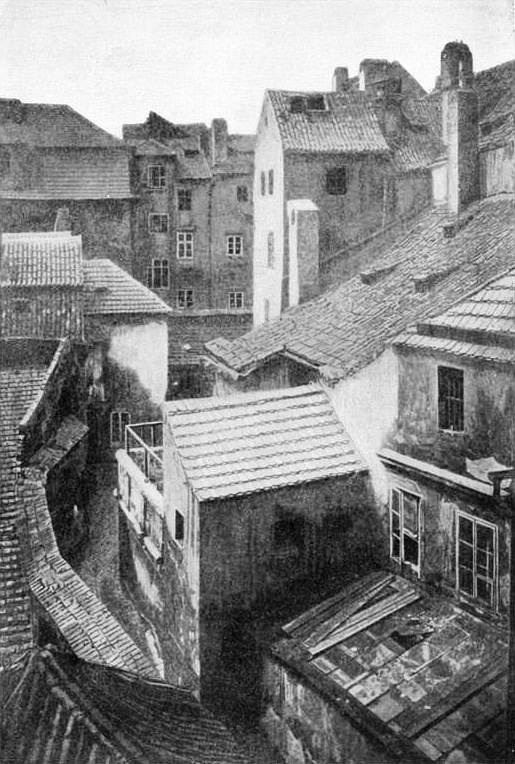
Vy över Josefov 1890. Numera rivna byggnader.

Josefov (Josephstadt på tyska) är en stadsdel i centrala Prag i Tjeckien. Den var tidigare ett judiskt getto och är helt omgiven av gamla staden. Området representeras ofta av flaggan som Prags judar tagit fram, en gul davidsstjärna på en röd bakgrund.

## Historia
Judar antas ha bosatt sig i Prag under 900-talet. Den första pogromen genomfördes 1006, vilket ledde till att judarna koncentrerades till ett inmurat mindre getto. År 1262 utfärdade Ottokar II av Böhmen Statuta Judaeorum, som gav området ett visst självstyre. År 1389 inträffade en av de värsta pogromerna i stadens historia då 1500 judar dödades på påsksöndagen. Gettot var som rikast mot slutet av 1500-talet då den judiska borgmästaren Mordecai Maisel blev finansminister och därmed väldigt förmögen. Han använde sina pengar för att utveckla gettot. Det var runt den här tiden som Judah Loew ben Bezalel enligt legenden skapade golem.
År 1850 bytte området namn till "Josefstadt" efter Josef II som frigjorde judarna år 1781. Två år innan detta tilläts judarna bosätta sig i andra delar av staden, så andelen judar i Josefov minskade, medan bara ortodoxa och fattiga judar stannade kvar.
Största delen av området revs mellan 1893 och 1913 som en del i ett initiativ att modellera staden efter Paris. Sex synagogor, den gamla gravplatsen och det gamla judiska stadshuset var allt som blev kvar, och alla dessa platser ingår numera i Prags judiska museum. Dessa judiska byggnader klarade sig sedan ifrån rivning under den nazityska ockupationen på grund av att ockupanterna tänkte bevara området som museum över en "utdöd ras". Nazisterna samlade ihop judiska artefakter från hela Europa för att visa upp i Josefov.
Idag har gamla Josefov byggts över med hus från början av 1900-talet, så det är svårt att jämföra med hur det var då det bodde 18 000 invånare i området. Medeltida Josefov finns avbildat i tysk expressionistisk stil i filmen Der Golem, wie er in die Welt kam från 1920.